# Владимир-Волынский детинец
Владимир-Волынский детинец — центральная укреплённая часть древнего Владимира-Волынского, столицы Волынского княжества. Ныне от детинца Владимира-Волынского сохранились валы высотой 6—8 м.
Детинец Владимира-Волынского был прямогульный в плане с закруглёнными углами («волынский тип») и находился на небольшом возвышении среди заболоченной низины на правом берегу реки Луга при впадении в неё реки Смочь. Он занимал площадь 1,5 га и имел два въезда — больший с северной стороны и меньший с южной. На валах были расположены деревянные стены с галереями и башнями. Вокруг детинца был выкопан ров, по которому был пропущен один из рукавов реки Смочи. На территории детинца находилось несколько каменных храмов и теремов.
Вокруг детинца располагался обширный окольный город, на территории которого был построен известный Успенский собор. Деревянные укрепления Владимира-Волынского были разметаны и сожжены князем Васильком Романовичем по требованию монгольского военачальника Бурундая в 1261 году.
На данный момент валы детинца Владимир-Волынского занесены в список исторических и археологических достояний Волыни. За всё время своего существования валы претерпели ряд изменений. В межвоенное время поляки построили на месте детинца тюрьму, а во времена советской власти здесь существовала клиника для больных туберкулёзом.